# Роомано
Роомано (нидерл. Roomano roʊ̯.ˈmaː.noʊ̯) — твёрдый голландский сыр типа Гауды. Главное отличие Роомано от Гауды — пастеризация. В Роомано содержится 48 % жира и больше, а в Гауде — всегда меньше 48 %. Впервые сыр появился во Фрисландии, северные Нидерланды. Роомано изготавливается из коровьего молока и созревает от четырёх до пяти лет. У сыра очень своеобразный вкус, он солёный и одновременно сладковатый, с нотками ириса. Роомано — очень редкий сыр, его сложно найти даже в самих Нидерландах. Его часто путают с итальянским сыром Романо.